# 오우치정 (아키타현)
오우치정(大内町) 아키타현 남부에 위치했던 정이다. 
2005년 3월 22일, 혼조시 및 다른 유리군 6정(이와키정, 오우치정, 조카이정, 유리정, 니시메정, 히가시유리정, 야지마정)과 합병하여 유리혼조시가 되었다

## 역사
- 헤이안 시대 - 데와 국 가와베 군 가와아이 향,  오우치 향으로서 성립하였다.
- 1889년 4월 1일 - 정촌제 시행과 함께
- 1956년 9월 23일 - 이와야촌, 시모카와오치촌, 가미카와오치촌과 합병해 오우치촌이 되어 탄생하였다.
- 1970년 4월 1일 - 정으로 승격하였다.
- 2005년 3월 22일 - 이와키정, 오우치정, 조카이정, 유리정, 니시메정, 히가시유리정, 야지마정과 합병해 유리혼조시가 되었다.

## 교통

### 도로
- 국도 105호선

### 철도
- 동일본 여객철도
  - 우에쓰 본선